# Tubao
Tubao é um município de  quarta classe de renda municipal (d) na província La Union, nas Filipinas. De acordo com o censo de 1 de maio  de  2020 possui uma população de 31 763 pessoas e 7 618 domicílios.